# Anopheles fausti
Anopheles fausti este o specie de țânțari din genul Anopheles, descrisă de Vargas în anul 1943. Conform Catalogue of Life specia Anopheles fausti nu are subspecii cunoscute.